# Wautabouna Ouattara
Pour les articles homonymes, voir Ouattara.
Wautabouna Ouattara, né le 8 septembre 1971 à Abidjan, dans la commune du Plateau, est un homme politique et diplomate ivoirien. Il est l'actuel ministre délégué auprès du ministre des Affaires étrangères, de l'Intégration et des Ivoiriens de l'extérieur, chargé de l'Intégration africaine et des Ivoiriens de l'extérieur.

## Biographie

### Formation
Wautabouna Ouattara fait une carrière d'universitaire mais également de diplomatie, plus précisément, spécialisé dans l'intégration régionale,.
Après l'obtention de son doctorat en sciences économiques à l'université Félix-Houphouët-Boigny d'Abidjan en Côte d'Ivoire en 2006, il devient maitre assistant à l'unité de formation et de recherche des sciences économiques dans la même université en 2007. Il garde ce poste jusqu'en 2009 où il devient maitre de conférence agrégé. En 2015, il devient professeur titulaire lors de la 37e session du Conseil africain et malgache pour l'enseignement supérieur (CAMES) à Libreville au Gabon.

### Parcours
De 2013 à 2022, il occupe le poste de directeur général de la politique d'intégration ivoirienne. À partir du 11 septembre 2023, il est nommé secrétaire exécutif du Conseil de l'Entente en remplacement de Marcel Amon-Tanoh,. Il est également membre du comité d'administration et des finances de la Communauté économique des États de l'Afrique de l'Ouest (Cedeao). Aussi, de 2019 à 2022, il est le directeur de l'école doctorale de sciences économiques, de gestion, juridiques et politiques de l'université Félix-Houphouët-Boigny. Il est par ailleurs nommé à titre exceptionnel en qualité d'ambassadeur par le président Alassane Ouattara le 21 mars 2021. En 2022, il est nommé directeur de cabinet du ministre délégué auprès du ministre d'État des Affaires étrangères et de la diaspora et des Ivoiriens de l'extérieur.
Le 17 octobre 2023, il est nommé par le président Alassane Ouattara, ministre délégué auprès du ministre des Affaires étrangères, de l'Intégration et des Ivoiriens de l'extérieur, chargé de l'intégration africaine et des Ivoiriens de l'extérieurs dans le gouvernement Robert Beugré Mambé ,.

## Distinctions
- Officier de l'ordre national de Côte d'Ivoire[3].
- Officier de l'ordre du mérite ivoirien[3].

## Publications

### Ouvrages
- Dépenses Publiques et Croissance Economique des pays de l'UEMOAWautabouna Ouattara, Dépenses Publiques et Croissance Economique des pays de l'UEMOA, Côte d'Ivoire, Éditions universitaires européennes, 200 p. (ISBN 9786131567285)
- Wautabouna Ouattara, L'économie africaine 2022, La Découverte, 2022, 126 p. (ISBN 9782348073601)

### Articles
- « Un réexamen de l’impact des dépenses publiques sur la croissance économique dans l’espace UEMOA », Économie appliquée, vol. 67, no 3,‎ septembre 2014, p. 5-31 (lire en ligne )[10]
- Ouattara Wautabouna, « Analyse de la productivité et des extema-lités des dépenses publiques en Afrique au Sud du Sahara : cas de la zone UEMOA », Économie appliquée, vol. 61, no 2,‎ juin 2008, p. 153-169 (lire en ligne )[11]